# Anii 1340
Secole: Secolul al XIII-lea - Secolul al XIV-lea - Secolul al XV-lea
Decenii: Anii 1290 Anii 1300 Anii 1310 Anii 1320 Anii 1330 - Anii 1340 - Anii 1350 Anii 1360 Anii 1370 Anii 1380 Anii 1390
Ani: 1340 | 1341 | 1342 | 1343 | 1344 | 1345 | 1346 | 1347 | 1348 | 1349